# Julián Alvarez
Julián Alvarez (Calchín, Córdoba, 31 de enero de 2000) es un futbolista argentino que juega como delantero en el Atlético de Madrid de la Primera División de España.
Surgió en C. A. Calchín, pero se formó y debutó profesionalmente en River Plate, donde ganó seis títulos profesionales. En 2021 se convirtió en el máximo goleador de la Primera División de Argentina con dieciocho goles y ganó varios premios individuales, siendo el más resaltante el del futbolista del año en Sudamérica. En 2022 se convirtió en el jugador que más goles convirtió en un partido de Copa Libertadores al hacerle seis goles a Alianza Lima en la goleada 8 a 1, récord que comparte con el futbolista Juan Carlos Sánchez Frías.

## Trayectoria

### Inicios
Hizo inferiores en el Club Deportivo Atalaya (Córdoba) y Club Atlético Calchín hasta los quince años, donde fue campeón y goleador de los torneos de la Liga Independiente de Fútbol. A los once años se probó en el Real Madrid, donde participó en campeonatos infantiles destacándose como goleador y asistidor, su fichaje no se produjo debido a la política de fichaje en menores de trece años. También se probó en Argentinos Juniors, donde llegó a vivir en la pensión del club y finalmente, a fines de 2015, se unió a las categorías inferiores de River Plate. Comenzó en séptima división donde tuvo un nivel sobresaliente, después pasó a sexta donde duró poco tiempo, luego fue convocado para la reserva. Jugó la Generation Adidas Cup en 2017 donde fue campeón y máximo artillero del equipo con nueve tantos, anotando dos tantos en la final.

### River Plate

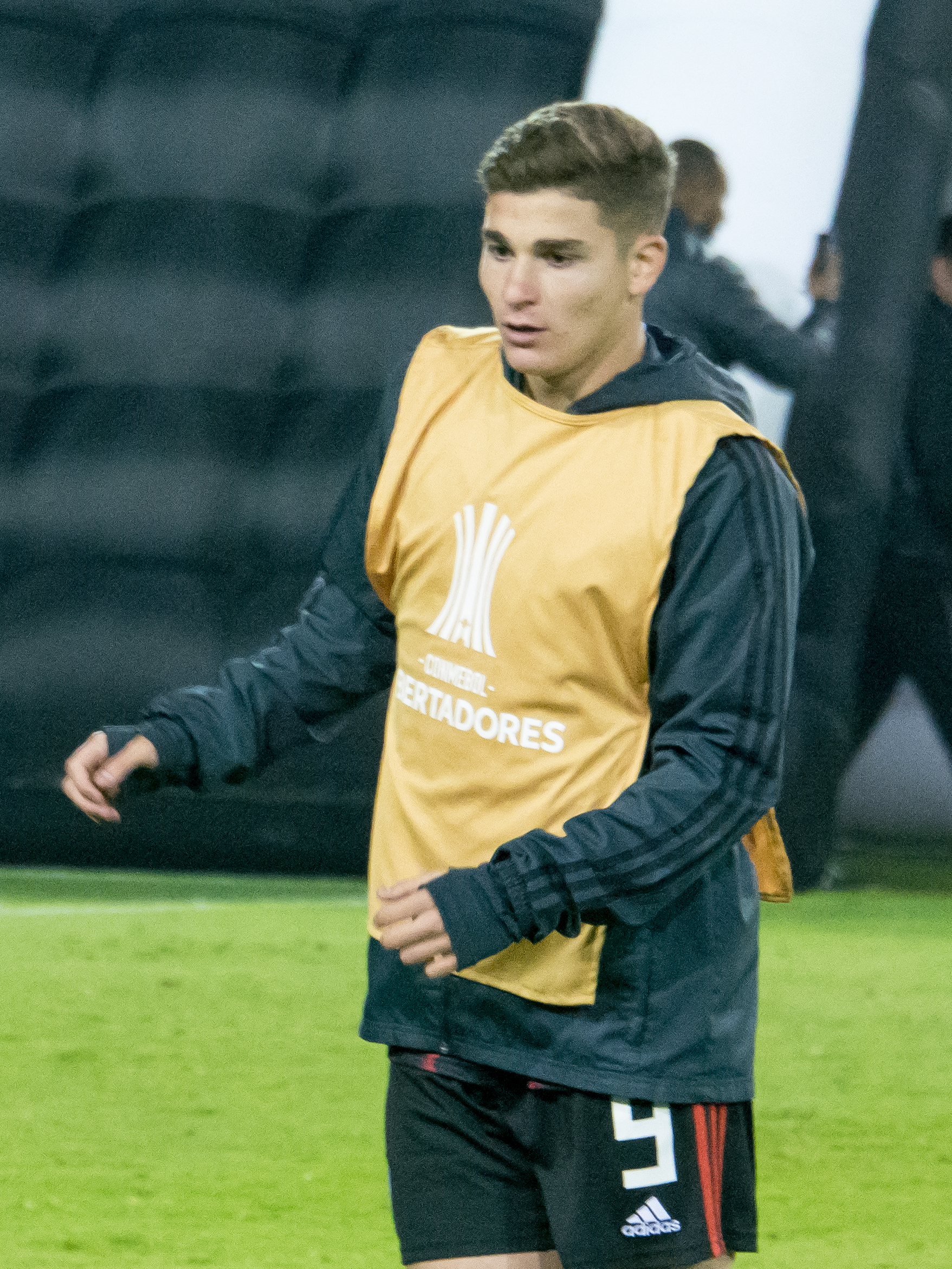
Alvarez con River Plate en 2019.

El entrenador Marcelo Gallardo lo promocionó al primer equipo para la Superliga 2018-19. Su debut fue en un partido amistoso ante Talleres (C), con derrota por 3-1, donde marcó el único gol de su equipo, mientras que su debut oficial, en la Superliga, lo tuvo como titular en la décima jornada del 27 de octubre contra Aldosivi en el estadio Monumental, con una victoria por 1-0. El 2 de diciembre fue nuevamente titular en la victoria frente a Gimnasia y Esgrima (LP) por 3-1 en la decimocuarta fecha de la Superliga, donde asistió a Rafael Santos Borré en el primer gol.
El 9 de diciembre debutó en la Copa Libertadores en el partido de vuelta de la final del superclásico ante Boca Juniors en el estadio Santiago Bernabéu, al ingresar a los seis minutos del tiempo suplementario por Exequiel Palacios. Con la victoria por 3-1 se consagró campeón internacional por primera vez en su carrera.
El 17 de marzo de 2019 anotó su primer gol como profesional ante Independiente, en la victoria por 3-0 en la vigesimotercera fecha de la Superliga, y su primer tanto a nivel internacional fue el 7 de mayo en el empate 2-2 ante Sport Club Internacional de Porto Alegre en la última jornada de la fase de grupos de la Copa Libertadores. Goles, algunos de ellos clave en el devenir del club, como el anotado en la victoria en la final de la Copa Argentina ante Central Córdoba (SdE), antes de que el fútbol fuera detenido por la pandemia de COVID-19.
Tras reanudarse las competiciones al remitir la excedencia del virus, el jugador siguió con un alto promedio anotador ya en la Libertadores 2020, con tantos frente a São Paulo (2:2), Binacional (6:0), y nuevamente São Paulo (2:1) en donde fue el autor de los dos goles, su primer doblete como profesional. Cerró la fase de grupos con otro gol ante Liga de Quito (3:0), lo que permitió al equipo clasificarse para los octavos de final.
El 4 de marzo de 2021 anotó un gol ante Racing para la obtención de la Supercopa Argentina 2019, tras ganarle por 5:0.
Ya como uno de los referentes del ataque «millonario», anotó su primer gol en un superclásico el 16 de mayo de 2021 y que finalizó con empate a un gol, correspondiente a los cuartos de final de la Copa de la Liga, y donde «los xeneizes» avanzaron a semifinales tras los lanzamientos desde el punto de penalti.
El 19 de mayo fue decisivo al anotar el gol de la victoria por 2-1 ante Independiente Santa Fe en la quinta fecha de una nueva fase de grupos de la Copa Libertadores, que fue clave en la clasificación a los octavos de final. El triunfo de River fue catalogado como «épico» en el ambiente futbolero debido a que tuvo que disputar el encuentro en medio de un brote masivo de casos de Covid-19 con 20 bajas (incluyendo todos sus arqueros), logrando mínimamente reunir once futbolistas para disputar el partido, sin recambios durante los 90 minutos, con dos juveniles debutando en el primer equipo y con el mediocampista Enzo Pérez como portero.
El 3 de octubre marcó nuevamente en el superclásico ante Boca Juniors, esta vez por partida doble, tantos de la victoria rojiblanca por 2-1 en la decimocuarta jornada del campeonato liguero, y donde fue la figura del encuentro que permitió situar a River como único puntero del campeonato. Además, con sus dos goles en el partido y su gol en el empate a un gol en la Copa de la Liga, igualó la racha histórica de marcar tres goles consecutivos en el duelo entre «el millonario» y «el xeneize», algo que no se lograba —ni siquiera en partidos amistosos— desde que en 1999 lo hiciera Martín Palermo. El último jugador de River en lograr algo así fue el Beto Alonso en 1978.
Los hechos precedieron al que fue su primer «hat-trick» como profesional al anotar los tres tantos de la victoria por 3:1 ante San Lorenzo en la decimosexta fecha de la Liga. Apenas unas semanas después, el 7 de noviembre, aumentó sus registros al sumar su primer «póquer», cuatro tantos, en la victoria ante Patronato por 5:0 correspondiente a la vigésima jornada. Estos le situaron como el máximo goleador del campeonato —y a River como primer clasificado en solitario— y le consolidaron como el mejor jugador del futbol argentino del momento. Su reconocimiento traspasó fronteras e incluso fue noticia en Europa, donde clubes de primer nivel internacional mostraron su interés por sumar a la joven promesa riverplatense a sus filas.
El 25 de noviembre se consagró campeón, por primera vez, del campeonato de Primera División de Argentina, tras ganarle a Racing por 4:0 en la vigesimosegunda fecha, partido en el que anotó el segundo gol de su equipo. Logró el título a falta de tres jornadas para su culminación, siendo considerado por diversos medios deportivos como el mejor jugador del torneo desde que en el partido ante Aldosivi de la octava fecha comenzara su gran racha anotadora (17 goles en 15 partidos) que lo posicionó como el máximo goleador de su equipo y del campeonato con dieciocho tantos.
El 18 de diciembre fue clave en la obtención del Trofeo de Campeones 2021, anotando dos goles y siendo decisivo en los otros dos en la victoria ante Colón por 4:0, finalizando su gran año futbolístico como lo comenzó, saliendo campeón en el Estadio Único de Santiago del Estero.
Gracias al destacado nivel demostrado durante el año 2021, fue incluido en el Equipo Ideal de América y le entregaron el premio al Mejor futbolista de América, premio el cual ha sido ganado por grandes jugadores en la historia riverplatense como, Antonio Alzamendi, Enzo Francescoli, Marcelo Salas y Javier Saviola, entre otros.
Ante la noticia por parte del entrenador del Manchester City, Pep Guardiola, de que no tendría lugar en la plantilla de su nuevo club hasta la finalización de la temporada 2021-22 y que el futbolista priorizaría tener minutos en cancha con el objetivo de hacerse un lugar en la selección argentina a menos de un año para el Mundial de Catar, hubo un acuerdo entre el club inglés y el club argentino para que el futbolista continúe desarrollando su carrera en River Plate mediante una cesión a préstamo hasta diciembre de 2022 y contando con la posibilidad de irse en julio si el City hace uso de una cláusula.
El 25 de mayo de 2022, coincidiendo con el cumpleaños n.°121 de River, marco la cifra de seis goles en la goleada histórica ante Alianza Lima por 8:1 en la última fecha de la fase de grupos de la Copa Libertadores 2022. Convirtiéndose así, en el primer futbolista en la historia del club en marcar seis tantos en un partido oficial y en el segundo en marcar esa cantidad en la historia de la Copa Libertadores igualando la hazaña de Juan Carlos Sánchez en la edición de 1985.
Su último gol en River lo marcó ante Club Atlético Huracán, el 3 de julio por la sexta fecha de la Liga Profesional 2022, fue derrota por 3:2 en lo que fue su penúltimo partido en el club. Quedándose así, a solo un gol de igualar a Rafael Santos Borré como el máximo goleador (55 goles) de la exitosa era de Marcelo Gallardo como entrenador del conjunto «millonario».

### Manchester City

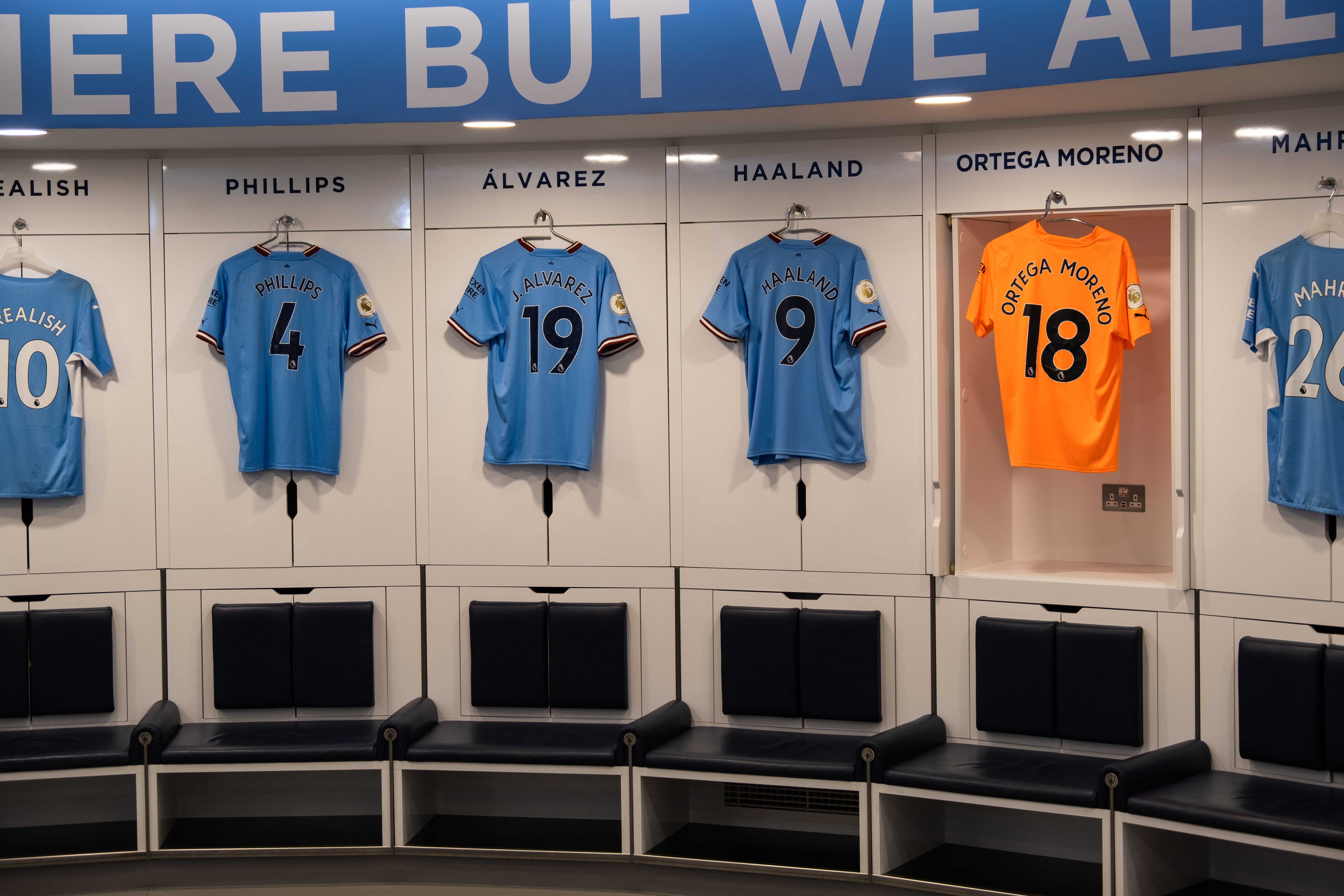
Vestuario del Manchester City en 2022, la camiseta de Alvarez es la número 19.

El 31 de enero de 2022, tras varias semanas de negociaciones y de la confirmación del presidente de River Plate en los días previos, se hizo oficial su venta al Manchester City de Inglaterra. Firmó un contrato por cinco años y medio con «los ciudadanos» y la transferencia se llevó a cabo por una cifra que rondaría los 24 millones de dólares, de los cuales 19 millones quedarían para la institución riverplatense que poseía el 85 % de sus derechos económicos y un millón quedaría para el Club Deportivo Atalaya (C) que poseía el 15 % restante. Dicha transferencia se dio con la condición de que el futbolista continuara jugando en River hasta diciembre de ese año mediante una cesión a préstamo, pero debido a una cláusula complementaria el club inglés se llevó al jugador en el mes de julio tras pagar 1,7 millones de dólares.
El 17 de mayo de 2023, se convirtió en el jugador argentino más joven (23 años, 3 meses y 17 días) en marcar un gol en instancias semifinales de la Liga de Campeones de la UEFA, al anotar el cuarto gol en la victoria por 4:0 ante el Real Madrid, por el partido semifinal de vuelta de la Liga de Campeones 2022-23.
El 10 de junio de 2023, consiguió un histórico triplete de Premier League, FA Cup y la primera Champions de la historia del club. Además se convirtió en el primer argentino en conquistar Copa Mundial de Fútbol, Copa América, Copa Libertadores, Liga de Campeones, Mundial de Clubes.

### Atlético de Madrid
Tras varias negociaciones que se extendieron 2 meses y una serie de declaraciones conflictivas entre él y Pep Guardiola debatiendo su lugar en el equipo, después de terminar su participación en los Juegos Olímpicos París 2024, se hizo oficial su venta al Atlético Madrid por un total de 75 millones de euros más otros 20 en variables por objetivos, adquiriendo el 100% de la ficha, totalizando un paquete de 95 millones de euros de los cuales el 3.5% (alrededor de 3.5M) irían para River por los mecanismos de solidaridad. Dicha transferencia significó la más cara en la historia del Manchester. En la negociación con el Atlético de Madrid, se acordó el 100% de los derechos de imagen para el propio Julián Alvarez (en comparación al 75% que tenía en el Manchester City) y 5 años de contrato. Cerró entonces su etapa en el Manchester City con 103 partidos, 36 goles, 18 asistencias y 6 títulos.

#### Polémica por un penal contra Real Madrid
El 12 de marzo de 2025, Julián Álvarez fue protagonista de una polémica durante la tanda de penales en el partido de octavos de final de la Champions League 2024-2025 entre Atlético de Madrid y Real Madrid, el 12 de marzo de 2025. Álvarez, ejecutando el segundo penal para el Atlético, se resbaló al patear, y aunque el balón entró en la portería, el árbitro polaco Szymon Marciniak, anuló el gol por un supuesto "doble toque''.
La enorme viralidad de la polémica logró que se produjera un cambio en el reglamento, ya que el propio Julián y muchos medios de comunicación expresaron que el doble toque no existió o no fue tan obvio y manifiesto como para que obtuviera una ventaja. Debido a esto, tras una revisión de las reglas, se estableció que, a partir de un doble toque no intencionado y que a la vez sea exitoso, el penal debería repetirse y no ser anulado directamente.
Esto le sucedió a Beth Mead durante la final de la Eurocopa Femenina 2025, donde abrió la tanda de penales ante España y su penal fue convertido. Sin embargo, al ser revisado y detectado el doble toque, el penal debió repetirse; posteriormente, el disparo fue atajado.

## Selección nacional

### Juveniles

#### Selección Sub-20
En febrero de 2018, fue convocado por el entrenador Sebastián Beccacece para formar parte de la selección sub-20 de Argentina y realizar entrenamientos en el predio de AFA en Ezeiza. En marzo fue llamado a ser sparring de la selección mayor en dos partidos amistosos ante Italia y España en preparación para el Mundial de Rusia 2018 donde, además, Julián disputaria dos partidos amistosos con la sub-20, el 23 de marzo ante un seleccionado sub-18 de Inglaterra y el 27 de marzo ante el Real Madrid Castilla. El 21 de mayo se confirmaria su presencia como sparring de la selección mayor en el Mundial.
A fines de 2018, fue convocado por el ya entrenador de la sub-20, Fernando Batista de cara al Sudamericano sub-20 de 2019 que se desarrollaría en Chile. Previo a la competición, jugó los noventa minutos frente a Chile en un partido amistoso con triunfo por 1:0. Debutó en el certamen ante Paraguay, jugando de titular en el empate 1:1 en la segunda fecha de la Primera fase. Ante Colombia marcó su único gol en el torneo, el gol lo hizo de tiro libre en lo que fue victoria por 1:0 en la segunda fecha de la Fase final. Ante Uruguay asistió a Aníbal Moreno para el primer gol en lo que fue victoria por 2:1 por la cuarta fecha, logrando la clasificación al Mundial sub-20 de 2019 a disputarse en Polonia.
En la preparación hacia el Mundial sub-20, marcó el segundo gol ante Arabia Saudita en lo que fue victoria por 5:0, por un torneo amistoso disputado en España.
Ya en el Mundial sub-20 de 2019, disputó todos los partidos que su selección en el certamen. Ante Sudáfrica, marcó el cuarto gol y asistió a Esequiel Barco para el tercer gol en lo que fue victoria por 5:2 en la primera fecha de la Fase de grupos. Y ante Portugal asistió a Adolfo Gaich para el primer gol en la victoria por 2:0 en la segunda fecha. La sub-20 avanzó hasta los Octavos de final donde quedó eliminada por penales tras empatar contra Malí 2:2.

#### Selección Olímpica
El 18 de agosto de 2019, fue convocado por Fernando Batista, quien anteriormente fue su entrenador en la sub-20, para integrar la selección sub-23 en la doble fecha de amistosos ante Bolivia y Colombia, de cara al Preolímpico Sudamericano de 2020 a disputarse en Colombia. Debutó el 4 de septiembre frente a Bolivia, donde marcó el primer gol en lo que fue victoria por 5:0. También, sumó minutos ante Colombia, ingresando por Lucas Robertone en lo que fue victoria por 3:1.
El 16 de diciembre de 2019, fue convocado para disputar el Preolímpico Sudamericano de 2020 donde disputó todos los encuentros de su selección en el torneo. Ante Chile asistió a Nicolás Capaldo para el primer gol en lo que fue victoria por 2:0 en la tercera fecha de la Primera fase. Ante Venezuela marcó el tercer gol en lo que fue victoria por 4:1 en la quinta fecha. Y ante Colombia volvió a asistir, esta vez a Nehuén Pérez para el segundo gol en lo que fue victoria por 2:1 en la segunda fecha de la fase final, logrando así conseguir el campeonato y clasificar a los Juegos Olímpicos de 2020 a disputarse en Tokio.
Formó parte de la lista inicial de Fernando Batista para disputar los Juegos Olímpicos de 2020, que fueron aplazados al 2021 debido a la pandemia del Covid-19, pero ante la negativa de River a cederlo, fue desafectado de la convocatoria.

### Selección absoluta
El 24 de mayo de 2021, fue convocado por el entrenador Lionel Scaloni para sumarse a la Selección argentina de cara a la doble fecha de las eliminatorias al Mundial de Catar 2022 frente a Chile y Colombia. Debutó el 3 de junio frente a Chile, ingresando por Ángel Di María y mostrando un gran nivel.

#### Copa América 2021
Formó parte del plantel que se consagró campeón de la Copa América 2021 realizada en Brasil. Disputando un solo encuentro contra Bolivia, el 28 de junio, ingresando por Alejandro Gómez en la cuarta fecha de la fase de grupos. La obtención de esta copa es considerada histórica debido a que la final fue ganada ante Brasil, siendo éste el anfitrión del certamen, y disputándose la final en el Estadio Maracaná. Además, se rompió una larga sequía de veintiocho años sin títulos de la selección mayor, siendo el último la Copa América 1993.

#### Eliminatorias para Catar 2022
El 27 de septiembre, volvió a ser convocado para disputar la triple fecha de eliminatorias frente a Paraguay, Uruguay y Perú. Ingresó contra Paraguay por Joaquín Correa el 7 de octubre y contra Uruguay por Nicolás González el 10 de octubre.
El 3 de noviembre, fue convocado nuevamente para disputar la doble fecha de eliminatorias frente a Uruguay y Brasil. Ante Brasil, el 16 de noviembre, jugó ingresando por Ángel Di María.
El 19 de enero de 2022, ya con la clasificación al Mundial de Catar asegurada, y como un miembro afianzado del plantel nacional, fue convocado para disputar la doble fecha de eliminatorias frente a Chile y Colombia. Jugó contra Chile, el 27 de enero, ingresando por Lautaro Martínez.

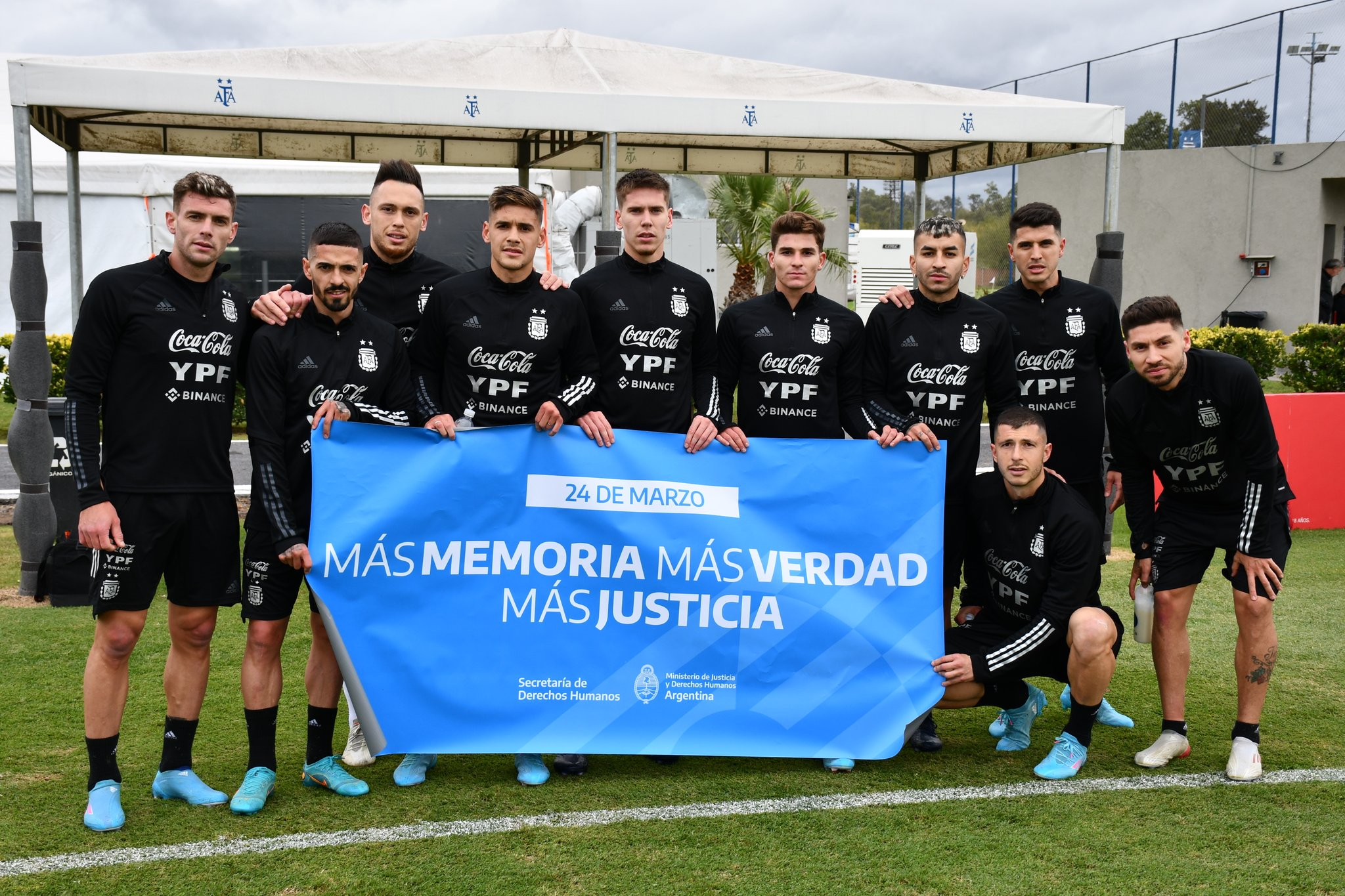
Alvarez a inicios de 2022, con parte del seleccionado que sería campeón de la triple corona (América, Internacional y Mundial)

El 18 de marzo, fue citado para disputar la última doble fecha de las eliminatorias al Mundial de Catar 2022 frente a Venezuela y Ecuador. Tuvo su debut como titular ante Ecuador, el 29 de marzo, donde además marcó su primer gol con la selección mayor anotando el único tanto de su equipo en lo que fue un empate 1:1. Su gol sirvió para que el seleccionado argentino alcanzara su mayor invicto histórico, igualando los treinta y un partidos sin perder que se habían logrado previamente en la gestión de Alfio Basile entre 1991 y 1993.

#### Copa de Campeones Conmebol-UEFA 2022
El 13 de mayo, fue citado para disputar la Finalissima ante Italia y un partido amistoso ante Estonia. Jugó contra Italia, el 1 de junio, ingresando por Lautaro Martínez en lo que fue victoria Argentina por 3:0, consagrándose así, campeón de la tercera edición de la Copa de Campeones Conmebol-UEFA. Y completó por primera vez los 90' contra Estonia el 5 de junio, donde participó en la jugada del tercer gol de Lionel Messi y desempeñó un buen rendimiento en el partido donde Messi marcó, por única vez, cinco goles en la selección nacional.

#### Copa Mundial de Fútbol de 2022

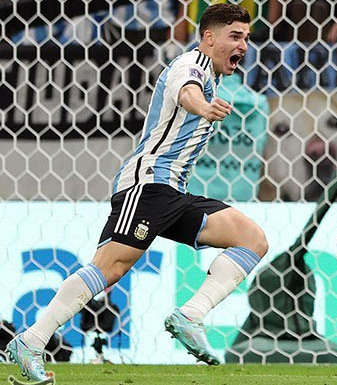
Alvarez jugando para Argentina en la Copa Mundial de la FIFA 2022

A principios de noviembre, Alvarez, tras su gran desempeño tanto individual como colectivo en el seleccionado Argentino fue citado para disputar la mayor cita: la Copa Mundial de 2022, la cual comenzó el 22 de noviembre para La Albiceleste, en el primer encuentro frente a Arabia Saudita. Julián hizo su debut allí mismo entrando a los 59 minutos por Alejandro Gómez, sin embargo, el partido finalizó 1:2 a favor del conjunto árabe. El 26, contra México, volvió a ingresar sustituyendo a Lautaro Martínez a los 63 minutos. A pesar de no convertir, su presión a los defensores y arquero provocó el cansancio de los mismos. El partido finalizó 2:0 a favor de Argentina. El 30, Alvarez se posicionó por primera vez en una copa del mundo como titular, en el partido frente a Polonia. A los 67 minutos La Albiceleste se encontraba ganando 1:0. Enzo Fernández, tras 26 pases anteriores del equipo, asistió a Julián por el área chica y este remató al palo derecho de Wojciech Szczęsny, provocando el segundo tanto Argentino, y marcando así su primer gol en una Copa Mundial. El partido terminó 2:0.
El 3 de diciembre, Alvarez volvería a ser titular con el conjunto Argentino en el marco de los octavos de final del torneo frente a Australia. A los 57 minutos del segundo tiempo, con el marcador 1:0 a favor de Argentina, provocó el error del arquero Mathew Ryan tras una presión conjunta con Rodrigo de Paul y logró marcar el segundo tanto para el conjunto sudamericano. El 9 de diciembre, volvió a formar parte del once inicial, esta vez para enfrentar a Países Bajos. Allí no logró convertir goles, y se retiró cuando Argentina se encontraba ganando por 2:0. El partido finalizó 2:2 y Argentina pasó a las semifinales del torneo por penales.
El 13 de diciembre, Alvarez, se paró como titular indiscutido para enfrentarse a la selección de Croacia por las semifinales. Ésta sería su mejor actuación individual en todo el torneo. A los 33 minutos del primer tiempo el arquero croata Dominik Livaković le convirtió infracción en el área chica, lo que provocó el primer tanto Argentino de penal de la mano de Lionel Messi. Cinco minutos después, a los 39', tras un contraataque Argentino por un córner fallido de Croacia, Julián corrió con el balón desde detrás del centro del campo, llevándose la pelota con él tras rebotes con defensores como Joško Gvardiol y Borna Sosa, para convertir el segundo tanto del conjunto Argentino. A los 68 minutos del segundo tiempo Alvarez volvería a convertir, esta vez con una asistencia gloriosa de Lionel Messi, superando a dos defensores croatas. El partido finalizó 3:0 a favor de Argentina.
El 18 de diciembre, Julián, fue titular en la final de la Copa Mundial frente a la selección de Francia, en el ataque junto a Lionel Messi y Ángel Di María. Al comienzo del encuentro, específicamente a los 2' minutos, Rodrigo de Paul le dio una asistencia pero Alvarez se encontraba adelantado. A los 36' minutos colaboró en el 2:0 de Argentina creando una jugada combinada con Messi y Mac Allister que terminaría en el tanto de Di María. A los 58' remató desde afuera del área pero Hugo Lloris contuvo el disparo. A los 103' del complemento, cuando el partido se encontraba igualado por 2:2, Julián fue sustituido por Lautaro Martínez. El partido finalizó 3:3 y el conjunto Argentino terminó ganando la definición del torneo por penales y Julián obteniendo su primera Copa del Mundo. Además, finalizó con cuatro goles, siendo uno de los goleadores del torneo, junto a Olivier Giroud y solo por detrás de Kylian Mbappé y Lionel Messi.

#### Participaciones en torneos con Selecciones juveniles
| Torneo                        | Sede     | Resultado        | Partidos | Goles | Asistencias |
| ----------------------------- | -------- | ---------------- | -------- | ----- | ----------- |
| Sudamericano Sub-20 2019      | Chile    | Subcampeón       | 9        | 1     | 1           |
| Copa Mundial Sub-20 2019      | Polonia  | Octavos de final | 4        | 1     | 2           |
| Preolímpico Sudamericano 2020 | Colombia | Campeón          | 7        | 1     | 2           |
| Juegos Olímpicos 2024         | París    | Cuartos de final | 4        | 0     | 1           |

#### Participaciones en torneos con la Selección absoluta
| Torneo                               | Sede           | Resultado | Partidos | Goles | Asistencias |
| ------------------------------------ | -------------- | --------- | -------- | ----- | ----------- |
| Copa América 2021                    | Brasil         | Campeón   | 1        | 0     | 0           |
| Copa de Campeones Conmebol-UEFA 2022 | Londres        | Campeón   | 1        | 0     | 0           |
| Copa Mundial 2022                    | Catar          | Campeón   | 7        | 4     | 0           |
| Copa América 2024                    | Estados Unidos | Campeón   | 5        | 2     | 0           |

## Estadísticas

### Clubes
Actualizado al último partido disputado el 17 de agosto de 2025.
| Club                             | Div.          | Temporada     | Liga  | Liga  | Liga   | Copas nacionales | Copas nacionales | Copas nacionales | Copas internacionales | Copas internacionales | Copas internacionales | Total | Total | Total  | Media goleadora |
| Club                             | Div.          | Temporada     | Part. | Goles | Asist. | Part.            | Goles            | Asist.           | Part.                 | Goles                 | Asist.                | Part. | Goles | Asist. | Media goleadora |
| -------------------------------- | ------------- | ------------- | ----- | ----- | ------ | ---------------- | ---------------- | ---------------- | --------------------- | --------------------- | --------------------- | ----- | ----- | ------ | --------------- |
| C. A. River Plate Argentina      | 1.ª           | 2017-18       | 0     | 0     | 0      | 0                | 0                | 0                | 0                     | 0                     | 0                     | 0     | 0     | 0      | 0               |
| C. A. River Plate Argentina      | 1.ª           | 2018-19       | 5     | 1     | 1      | 6                | 1                | 2                | 7                     | 1                     | 1                     | 18    | 3     | 4      | 0.19            |
| C. A. River Plate Argentina      | 1.ª           | 2019-20       | 7     | 0     | 0      | 9                | 2                | 2                | 9                     | 5                     | 2                     | 25    | 7     | 4      | 0.32            |
| C. A. River Plate Argentina      | 1.ª           | 2021          | 21    | 18    | 7      | 20               | 6                | 8                | 12                    | 2                     | 1                     | 53    | 26    | 16     | 0.46            |
| C. A. River Plate Argentina      | 1.ª           | 2022          | 5     | 3     | 2      | 13               | 9                | 4                | 8                     | 6                     | 3                     | 26    | 18    | 9      | 0.67            |
| C. A. River Plate Argentina      | Total club    | Total club    | 38    | 22    | 10     | 48               | 18               | 14               | 36                    | 14                    | 7                     | 122   | 54    | 33     | 0.44            |
| Manchester City F. C. Inglaterra | 1.ª           | 2022-23       | 31    | 9     | 5      | 8                | 5                | 2                | 10                    | 3                     | 2                     | 49    | 17    | 9      | 0.35            |
| Manchester City F. C. Inglaterra | 1.ª           | 2023-24       | 36    | 11    | 10     | 8                | 1                | 1                | 10                    | 7                     | 3                     | 54    | 19    | 14     | 0.35            |
| Manchester City F. C. Inglaterra | Total club    | Total club    | 67    | 20    | 15     | 16               | 6                | 3                | 20                    | 10                    | 5                     | 103   | 36    | 23     | 0.35            |
| Atlético de Madrid · España      | 1.ª           | 2024-25       | 37    | 17    | 4      | 7                | 5                | 2                | 13                    | 7                     | 2                     | 57    | 29    | 8      | 0.51            |
| Atlético de Madrid · España      | Total club    | Total club    | 37    | 17    | 4      | 7                | 5                | 2                | 13                    | 7                     | 2                     | 57    | 29    | 8      | 0.51            |
| Total carrera                    | Total carrera | Total carrera | 142   | 59    | 25     | 71               | 29               | 19               | 69                    | 31                    | 14                    | 282   | 119   | 63     | 0.42            |
| 1. 2. 3.                         |               |               |       |       |        |                  |                  |                  |                       |                       |                       |       |       |        |                 |

### Hat-tricks
| 1 | 17/10/2021 | Monumental, Buenos Aires | C. A. River Plate | San Lorenzo   |  | 3:1 | Primera División 2021  |
| 2 | 07/11/2021 | Monumental, Buenos Aires | C. A. River Plate | Patronato     |  | 5:0 | Primera División 2021  |
| 3 | 16/02/2022 | Monumental, Buenos Aires | C. A. River Plate | Patronato     |  | 4:1 | Copa de la Liga 2022   |
| 4 | 30/04/2022 | Eva Perón, Junín         | C. A. River Plate | Sarmiento (J) |  | 0:7 | Copa de la Liga 2022   |
| 5 | 25/05/2022 | Monumental, Buenos Aires | C. A. River Plate | Alianza Lima  |  | 8:1 | Copa Libertadores 2022 |

### Selección
| Selección                 | Temporada | Amistosos | Amistosos | Amistosos | Sudamérica | Sudamérica | Sudamérica | Conmebol-UEFA | Conmebol-UEFA | Conmebol-UEFA | Mundial | Mundial | Mundial | Total | Total | Total  | Media goleadora |
| Selección                 | Temporada | Part.     | Goles     | Asist.    | Part.      | Goles      | Asist.     | Part.         | Goles         | Asist.        | Part.   | Goles   | Asist.  | Part. | Goles | Asist. | Media goleadora |
| ------------------------- | --------- | --------- | --------- | --------- | ---------- | ---------- | ---------- | ------------- | ------------- | ------------- | ------- | ------- | ------- | ----- | ----- | ------ | --------------- |
| Sub-20 Argentina          | 2018      | 1         | 0         | 0         | —          | —          | —          | —             | —             | —             | —       | —       | —       | 1     | 0     | 0      | 0               |
| Sub-20 Argentina          | 2019      | 4         | 1         | 0         | 9          | 1          | 1          | —             | —             | —             | 4       | 1       | 2       | 17    | 3     | 3      | 0.18            |
| Sub-20 Argentina          | Total     | 5         | 1         | 0         | 9          | 1          | 1          | —             | —             | —             | 4       | 1       | 2       | 18    | 3     | 3      | 0.17            |
| Sub-23/Olímpica Argentina | 2019      | 2         | 1         | 0         | —          | —          | —          | —             | —             | —             | —       | —       | —       | 2     | 1     | 0      | 0.5             |
| Sub-23/Olímpica Argentina | 2020      | 1         | 0         | 0         | 7          | 1          | 2          | —             | —             | —             | —       | —       | —       | 8     | 1     | 2      | 0.13            |
| Sub-23/Olímpica Argentina | 2024      | 1         | 0         | 0         | —          | —          | —          | —             | —             | —             | 4       | 0       | 1       | 5     | 0     | 1      | 0               |
| Sub-23/Olímpica Argentina | Total     | 4         | 1         | 0         | 7          | 1          | 2          | —             | —             | —             | 4       | 0       | 1       | 15    | 2     | 3      | 0.13            |
| Absoluta Argentina        | 2021      | —         | —         | —         | 5          | 0          | 0          | —             | —             | —             | —       | —       | —       | 5     | 0     | 0      | 0               |
| Absoluta Argentina        | 2022      | 4         | 2         | 0         | 2          | 1          | 0          | 1             | 0             | 0             | 7       | 4       | 0       | 14    | 7     | 0      | 0.5             |
| Absoluta Argentina        | 2023      | 3         | 0         | 0         | 6          | 0          | 0          | —             | —             | —             | —       | —       | —       | 9     | 0     | 0      | 0               |
| Absoluta Argentina        | 2024      | 3         | 0         | 0         | 11         | 4          | 1          | —             | —             | —             | —       | —       | —       | 14    | 4     | 1      | 0.29            |
| Absoluta Argentina        | 2025      | 0         | 0         | 0         | 3          | 2          | 1          | —             | —             | —             | —       | —       | —       | 3     | 2     | 1      | 0.67            |
| Absoluta Argentina        | Total     | 10        | 2         | 0         | 27         | 7          | 2          | 1             | 0             | 0             | 7       | 4       | 0       | 45    | 13    | 2      | 0.29            |
| Total                     | Total     | 19        | 4         | 0         | 43         | 9          | 5          | 1             | 0             | 0             | 15      | 5       | 3       | 78    | 18    | 8      | 0.23            |
| 1. 2. 3.                  |           |           |           |           |            |            |            |               |               |               |         |         |         |       |       |        |                 |

#### Detalle de partidos
| Partidos internacionales con la Selección de Argentina | Partidos internacionales con la Selección de Argentina | Partidos internacionales con la Selección de Argentina          | Partidos internacionales con la Selección de Argentina | Partidos internacionales con la Selección de Argentina | Partidos internacionales con la Selección de Argentina | Partidos internacionales con la Selección de Argentina | Partidos internacionales con la Selección de Argentina |
| N.º                                                    | Fecha                                                  | Estadio                                                         | Rival                                                  | Resultado                                              | Goles                                                  | Asist.                                                 | Competición                                            |
| Selección sub-20                                       | Selección sub-20                                       | Selección sub-20                                                | Selección sub-20                                       | Selección sub-20                                       | Selección sub-20                                       | Selección sub-20                                       | Selección sub-20                                       |
| ------------------------------------------------------ | ------------------------------------------------------ | --------------------------------------------------------------- | ------------------------------------------------------ | ------------------------------------------------------ | ------------------------------------------------------ | ------------------------------------------------------ | ------------------------------------------------------ |
| 1                                                      | 23/03/2018                                             | Academy Stadium, Mánchester, Inglaterra                         | Inglaterra                                             | 2:1                                                    |                                                        |                                                        | Amistoso                                               |
| 2                                                      | 11/01/2019                                             | Complejo Pinto Durán, Macul, Chile                              | Chile                                                  | 0:1                                                    |                                                        |                                                        | Amistoso                                               |
| 3                                                      | 20/01/2019                                             | Estadio La Granja, Curicó, Chile                                | Paraguay                                               | 1:1                                                    |                                                        |                                                        | Sudamericano Sub-20 2019                               |
| 4                                                      | 22/01/2019                                             | Estadio Fiscal, Talca, Chile                                    | Ecuador                                                | 0:1                                                    |                                                        |                                                        | Sudamericano Sub-20 2019                               |
| 5                                                      | 24/01/2019                                             | Estadio La Granja, Curicó, Chile                                | Uruguay                                                | 0:1                                                    |                                                        |                                                        | Sudamericano Sub-20 2019                               |
| 6                                                      | 26/01/2019                                             | Estadio Fiscal, Talca, Chile                                    | Perú                                                   | 1:0                                                    |                                                        |                                                        | Sudamericano Sub-20 2019                               |
| 7                                                      | 29/01/2019                                             | Estadio El Teniente, Rancagua, Chile                            | Ecuador                                                | 2:1                                                    |                                                        |                                                        | Sudamericano Sub-20 2019                               |
| 8                                                      | 01/02/2019                                             | Estadio El Teniente, Rancagua, Chile                            | Colombia                                               | 1:0                                                    |                                                        |                                                        | Sudamericano Sub-20 2019                               |
| 9                                                      | 04/02/2019                                             | Estadio El Teniente, Rancagua, Chile                            | Venezuela                                              | 0:3                                                    |                                                        |                                                        | Sudamericano Sub-20 2019                               |
| 10                                                     | 07/02/2019                                             | Estadio El Teniente, Rancagua, Chile                            | Uruguay                                                | 2:1                                                    |                                                        |                                                        | Sudamericano Sub-20 2019                               |
| 11                                                     | 10/02/2019                                             | Estadio El Teniente, Rancagua, Chile                            | Brasil                                                 | 1:0                                                    |                                                        |                                                        | Sudamericano Sub-20 2019                               |
| 12                                                     | 20/03/2019                                             | Pinatar Arena, Murcia, España                                   | Francia                                                | 1:0                                                    |                                                        |                                                        | Amistoso                                               |
| 13                                                     | 23/03/2019                                             | Pinatar Arena, Murcia, España                                   | Japón                                                  | 1:0                                                    |                                                        |                                                        | Amistoso                                               |
| 14                                                     | 25/03/2019                                             | Pinatar Arena, Murcia, España                                   | Arabia Saudita                                         | 5:0                                                    |                                                        |                                                        | Amistoso                                               |
| 15                                                     | 25/05/2019                                             | Estadio Tychy, Tychy, Polonia                                   | Sudáfrica                                              | 5:2                                                    |                                                        |                                                        | Copa Mundial Sub-20 2019                               |
| 16                                                     | 28/05/2019                                             | Municipal, Bielsko-Biała, Polonia                               | Portugal                                               | 0:2                                                    |                                                        |                                                        | Copa Mundial Sub-20 2019                               |
| 17                                                     | 31/05/2019                                             | Estadio Tychy, Tychy, Polonia                                   | Corea del Sur                                          | 2:1                                                    |                                                        |                                                        | Copa Mundial Sub-20 2019                               |
| 18                                                     | 04/06/2019                                             | Municipal, Bielsko-Biała, Polonia                               | Malí                                                   | 2:2 (4:5 p.)                                           |                                                        |                                                        | Copa Mundial Sub-20 2019                               |
| Selección sub-23                                       |                                                        |                                                                 |                                                        |                                                        |                                                        |                                                        |                                                        |
| 1                                                      | 04/09/2019                                             | Florencio Sola, Banfield, Argentina                             | Bolivia                                                | 5:0                                                    |                                                        |                                                        | Amistoso                                               |
| 2                                                      | 08/09/2019                                             | Diego A. Maradona, Buenos Aires, Argentina                      | Colombia                                               | 3:1                                                    |                                                        |                                                        | Amistoso                                               |
| 3                                                      | 07/01/2020                                             | Ciudad de Vicente López, Florida, Argentina                     | Paraguay                                               | 1:1                                                    |                                                        |                                                        | Amistoso                                               |
| 4                                                      | 18/01/2020                                             | Hernán Ramírez Villegas, Pereira, Colombia                      | Colombia                                               | 1:2                                                    |                                                        |                                                        | Preolímpico Sudamericano 2020                          |
| 5                                                      | 24/01/2020                                             | Hernán Ramírez Villegas, Pereira, Colombia                      | Chile                                                  | 0:2                                                    |                                                        |                                                        | Preolímpico Sudamericano 2020                          |
| 6                                                      | 27/01/2020                                             | Hernán Ramírez Villegas, Pereira, Colombia                      | Ecuador                                                | 1:0                                                    |                                                        |                                                        | Preolímpico Sudamericano 2020                          |
| 7                                                      | 30/01/2020                                             | Hernán Ramírez Villegas, Pereira, Colombia                      | Venezuela                                              | 1:4                                                    |                                                        |                                                        | Preolímpico Sudamericano 2020                          |
| 8                                                      | 03/02/2020                                             | Alfonso López, Bucaramanga, Colombia                            | Uruguay                                                | 3:2                                                    |                                                        |                                                        | Preolímpico Sudamericano 2020                          |
| 9                                                      | 06/02/2020                                             | Alfonso López, Bucaramanga, Colombia                            | Colombia                                               | 1:2                                                    |                                                        |                                                        | Preolímpico Sudamericano 2020                          |
| 10                                                     | 09/02/2020                                             | Alfonso López, Bucaramanga, Colombia                            | Brasil                                                 | 0:3                                                    |                                                        |                                                        | Preolímpico Sudamericano 2020                          |
| 11                                                     | 19/07/2024                                             | Estadio Municipal de Vitré, Rennes, Francia                     | Guinea                                                 | 0:1                                                    |                                                        |                                                        | Amistoso                                               |
| 12                                                     | 24/07/2024                                             | Estadio Geoffroy-Guichard, Saint-Étienne, Francia               | Marruecos                                              | 1:2                                                    |                                                        |                                                        | Juegos Olímpicos 2024                                  |
| 13                                                     | 27/07/2024                                             | Parc Olympique Lyonnais, Lyon, Francia                          | Irak                                                   | 3:1                                                    |                                                        |                                                        | Juegos Olímpicos 2024                                  |
| 14                                                     | 30/07/2024                                             | Parc Olympique Lyonnais, Lyon, Francia                          | Ucrania                                                | 0:2                                                    |                                                        |                                                        | Juegos Olímpicos 2024                                  |
| 15                                                     | 02/08/2024                                             | Estadio Matmut Atlantique, Burdeos, Francia                     | Francia                                                | 1:0                                                    |                                                        |                                                        | Juegos Olímpicos 2024                                  |
| Selección absoluta                                     |                                                        |                                                                 |                                                        |                                                        |                                                        |                                                        |                                                        |
| 1                                                      | 03/06/2021                                             | Estadio Único Madre de Ciudades, Santiago del Estero, Argentina | Chile                                                  | 1:1                                                    |                                                        |                                                        | Eliminatorias Sudamericanas 2022                       |
| 2                                                      | 28/06/2021                                             | Arena Pantanal, Cuiabá, Brasil                                  | Bolivia                                                | 1:4                                                    |                                                        |                                                        | Copa América 2021                                      |
| 3                                                      | 07/10/2021                                             | Defensores del Chaco, Asunción, Paraguay                        | Paraguay                                               | 0:0                                                    |                                                        |                                                        | Eliminatorias Sudamericanas 2022                       |
| 4                                                      | 10/10/2021                                             | Monumental, Buenos Aires, Argentina                             | Uruguay                                                | 3:0                                                    |                                                        |                                                        | Eliminatorias Sudamericanas 2022                       |
| 5                                                      | 16/11/2021                                             | Bicentenario, San Juan, Argentina                               | Brasil                                                 | 0:0                                                    |                                                        |                                                        | Eliminatorias Sudamericanas 2022                       |
| 6                                                      | 27/01/2022                                             | Zorros del Desierto, Calama, Chile                              | Chile                                                  | 1:2                                                    |                                                        |                                                        | Eliminatorias Sudamericanas 2022                       |
| 7                                                      | 29/03/2022                                             | Monumental, Guayaquil, Ecuador                                  | Ecuador                                                | 1:1                                                    |                                                        |                                                        | Eliminatorias Sudamericanas 2022                       |
| 8                                                      | 01/06/2022                                             | Wembley, Londres, Inglaterra                                    | Italia                                                 | 0:3                                                    |                                                        |                                                        | Copa de Campeones Conmebol-UEFA 2022                   |
| 9                                                      | 05/06/2022                                             | El Sadar, Pamplona, España                                      | Estonia                                                | 5:0                                                    |                                                        |                                                        | Amistoso                                               |
| 10                                                     | 23/09/2022                                             | Sun Life, Miami, EE. UU.                                        | Honduras                                               | 3:0                                                    |                                                        |                                                        | Amistoso                                               |
| 11                                                     | 27/09/2022                                             | Red Bull Arena, Harrison, EE. UU.                               | Jamaica                                                | 0:3                                                    |                                                        |                                                        | Amistoso                                               |
| 12                                                     | 16/11/2022                                             | Jeque Zayed, Abu Dabi, EAU                                      | Emiratos Árabes Unidos                                 | 0:5                                                    |                                                        |                                                        | Amistoso                                               |
| 13                                                     | 22/11/2022                                             | Estadio de Lusail, Lusail, Catar                                | Arabia Saudita                                         | 1:2                                                    |                                                        |                                                        | Copa Mundial 2022                                      |
| 14                                                     | 26/11/2022                                             | Estadio de Lusail, Lusail, Catar                                | México                                                 | 2:0                                                    |                                                        |                                                        | Copa Mundial 2022                                      |
| 15                                                     | 30/11/2022                                             | Estadio 974, Doha, Catar                                        | Polonia                                                | 0:2                                                    |                                                        |                                                        | Copa Mundial 2022                                      |
| 16                                                     | 03/12/2022                                             | Áhmad bin Ali, Rayán, Catar                                     | Australia                                              | 2:1                                                    |                                                        |                                                        | Copa Mundial 2022                                      |
| 17                                                     | 09/12/2022                                             | Estadio de Lusail, Lusail, Catar                                | Países Bajos                                           | 2:2 (3:4 p.)                                           |                                                        |                                                        | Copa Mundial 2022                                      |
| 18                                                     | 13/12/2022                                             | Estadio de Lusail, Lusail, Catar                                | Croacia                                                | 3:0                                                    |                                                        |                                                        | Copa Mundial 2022                                      |
| 19                                                     | 18/12/2022                                             | Estadio de Lusail, Lusail, Catar                                | Francia                                                | 3:3 (4:2 p.)                                           |                                                        |                                                        | Copa Mundial 2022                                      |
| 20                                                     | 23/03/2023                                             | Monumental, Buenos Aires, Argentina                             | Panamá                                                 | 2:0                                                    |                                                        |                                                        | Amistoso                                               |
| 21                                                     | 15/06/2023                                             | Estadio de los Trabajadores, Pekín, China                       | Australia                                              | 2:0                                                    |                                                        |                                                        | Amistoso                                               |
| 22                                                     | 19/06/2023                                             | Gelora Bung Karno, Yakarta, Indonesia                           | Indonesia                                              | 0:2                                                    |                                                        |                                                        | Amistoso                                               |
| 23                                                     | 07/09/2023                                             | Monumental, Buenos Aires, Argentina                             | Ecuador                                                | 1:0                                                    |                                                        |                                                        | Eliminatorias Sudamericanas 2026                       |
| 24                                                     | 12/09/2023                                             | Hernando Siles, La Paz, Bolivia                                 | Bolivia                                                | 0:3                                                    |                                                        |                                                        | Eliminatorias Sudamericanas 2026                       |
| 25                                                     | 12/10/2023                                             | Monumental, Buenos Aires, Argentina                             | Paraguay                                               | 1:0                                                    |                                                        |                                                        | Eliminatorias Sudamericanas 2026                       |
| 26                                                     | 17/10/2023                                             | Estadio Nacional, Lima, Perú                                    | Perú                                                   | 0:2                                                    |                                                        |                                                        | Eliminatorias Sudamericanas 2026                       |
| 27                                                     | 16/11/2023                                             | La Bombonera, Buenos Aires, Argentina                           | Uruguay                                                | 0:2                                                    |                                                        |                                                        | Eliminatorias Sudamericanas 2026                       |
| 28                                                     | 21/11/2023                                             | Maracaná, Río de Janeiro, Brasil                                | Brasil                                                 | 0:1                                                    |                                                        |                                                        | Eliminatorias Sudamericanas 2026                       |
| 29                                                     | 26/03/2024                                             | Memorial Coliseum, Los Ángeles, EE. UU.                         | Costa Rica                                             | 3:1                                                    |                                                        |                                                        | Amistoso                                               |
| 30                                                     | 09/06/2024                                             | Soldier Field, Chicago, EE. UU.                                 | Ecuador                                                | 1:0                                                    |                                                        |                                                        | Amistoso                                               |
| 31                                                     | 14/06/2024                                             | Commanders Field, Landover, EE. UU.                             | Guatemala                                              | 4:1                                                    |                                                        |                                                        | Amistoso                                               |
| 32                                                     | 20/06/2024                                             | Mercedes-Benz Stadium, Atlanta, EE. UU.                         | Canadá                                                 | 2:0                                                    |                                                        |                                                        | Copa América 2024                                      |
| 33                                                     | 25/06/2024                                             | MetLife Stadium, East Rutherford, EE. UU.                       | Chile                                                  | 0:1                                                    |                                                        |                                                        | Copa América 2024                                      |
| 34                                                     | 04/07/2024                                             | Estadio NRG, Houston, EE. UU.                                   | Ecuador                                                | 1:1 (4:2 p.)                                           |                                                        |                                                        | Copa América 2024                                      |
| 35                                                     | 09/07/2024                                             | MetLife Stadium, East Rutherford, EE. UU.                       | Canadá                                                 | 2:0                                                    |                                                        |                                                        | Copa América 2024                                      |
| 36                                                     | 14/07/2024                                             | Hard Rock Stadium, Miami, EE. UU.                               | Colombia                                               | 1:0                                                    |                                                        |                                                        | Copa América 2024                                      |
| 37                                                     | 05/09/2024                                             | Monumental, Buenos Aires, Argentina                             | Chile                                                  | 3:0                                                    |                                                        |                                                        | Eliminatorias Sudamericanas 2026                       |
| 38                                                     | 10/09/2024                                             | Metropolitano Roberto Meléndez, Barranquilla, Colombia          | Colombia                                               | 2:1                                                    |                                                        |                                                        | Eliminatorias Sudamericanas 2026                       |
| 39                                                     | 10/10/2024                                             | Monumental, Maturín, Venezuela                                  | Venezuela                                              | 1:1                                                    |                                                        |                                                        | Eliminatorias Sudamericanas 2026                       |
| 40                                                     | 15/10/2024                                             | Monumental, Buenos Aires, Argentina                             | Bolivia                                                | 6:0                                                    |                                                        |                                                        | Eliminatorias Sudamericanas 2026                       |
| 41                                                     | 14/11/2024                                             | Defensores del Chaco, Asunción, Paraguay                        | Paraguay                                               | 2:1                                                    |                                                        |                                                        | Eliminatorias Sudamericanas 2026                       |
| 42                                                     | 19/11/2024                                             | La Bombonera, Buenos Aires, Argentina                           | Perú                                                   | 1:0                                                    |                                                        |                                                        | Eliminatorias Sudamericanas 2026                       |
| 43                                                     | 21/03/2025                                             | Centenario, Montevideo, Uruguay                                 | Uruguay                                                | 0:1                                                    |                                                        |                                                        | Eliminatorias Sudamericanas 2026                       |
| 44                                                     | 25/03/2025                                             | Monumental, Buenos Aires, Argentina                             | Brasil                                                 | 4:1                                                    |                                                        |                                                        | Eliminatorias Sudamericanas 2026                       |

### Resumen estadístico
| Competición           | Partidos | Goles | Promedio | Asistencias | Promedio |
| --------------------- | -------- | ----- | -------- | ----------- | -------- |
| Primera División      | 133      | 53    | 0.4      | 19          | 0.14     |
| Copas nacionales      | 70       | 29    | 0.41     | 16          | 0.23     |
| Copas internacionales | 66       | 31    | 0.47     | 11          | 0.17     |
| Selección mayor       | 44       | 12    | 0.27     | 1           | 0.02     |
| Subtotal              | 313      | 125   | 0.4      | 47          | 0.15     |
| Selección Sub-23      | 15       | 2     | 0.13     | 3           | 0.20     |
| Selección Sub-20      | 18       | 3     | 0.17     | 3           | 0.17     |
| Total                 | 346      | 130   | 0.38     | 53          | 0.15     |

## Palmarés

### Títulos nacionales
| Título              | Equipo                | País       | Año  |
| ------------------- | --------------------- | ---------- | ---- |
| Copa Argentina      | C. A. River Plate     | Argentina  | 2019 |
| Supercopa Argentina | C. A. River Plate     | Argentina  | 2019 |
| Primera División    | C. A. River Plate     | Argentina  | 2021 |
| Trofeo de Campeones | C. A. River Plate     | Argentina  | 2021 |
| Premier League      | Manchester City F. C. | Inglaterra | 2023 |
| FA Cup              | Manchester City F. C. | Inglaterra | 2023 |
| Premier League      | Manchester City F. C. | Inglaterra | 2024 |

### Títulos internacionales
| Título                          | Equipo (*)                    | Sede           | Año  |
| ------------------------------- | ----------------------------- | -------------- | ---- |
| Copa Libertadores               | C. A. River Plate             | Madrid         | 2018 |
| Preolímpico Sudamericano        | Selección de Argentina sub-23 | Colombia       | 2020 |
| Copa América                    | Selección de Argentina        | Brasil         | 2021 |
| Copa de Campeones Conmebol-UEFA | Selección de Argentina        | Londres        | 2022 |
| Copa Mundial de la FIFA         | Selección de Argentina        | Catar          | 2022 |
| Liga de Campeones de la UEFA    | Manchester City F. C.         | Estambul       | 2023 |
| Supercopa de la UEFA            | Manchester City F. C.         | El Pireo       | 2023 |
| Copa Mundial de Clubes          | Manchester City F. C.         | Yeda           | 2023 |
| Copa América                    | Selección de Argentina        | Estados Unidos | 2024 |

(*) Incluyendo la selección.

### Distinciones individuales
| Distinción | Año                                                |
| --- | -------------------------------------------------- |
| Máximo goleador de la Primera División de Argentina (18 goles)                                                                               | 2021                                               |
| Parte de los 100 mejores jugadores del mundo, según The Guardian                                                                             | (91.º) 2021, (32.º) 2022, (19.º) 2023, (55.º) 2024 |
| Parte del Equipo ideal de la Conmebol, según IFFHS                                                                                           | 2021, 2022                                         |
| Mejor futbolista de Argentina, según Transfermarkt                                                                                           | 2021                                               |
| Nominado a Mejor futbolista de América | (1.°) 2021, (3.º) 2022                             |
| Parte del Equipo ideal de América | 2021, 2022                                         |
| Parte del Equipo ideal de la Copa del Mundo, según IFFHS, The Guardian, La Gazzetta dello Sport, As, Goal, Opta Sports, Kicker, SZ, RND, UOL | 2022                                               |
| Máximo goleador en un solo partido (6 goles)                                                                                                 | 2022                                               |
| Nominado a The Best FIFA | (7.º) 2022, (7.º) 2023                             |
| Nominado al Balón de Oro | (7.º) 2023                                         |
| Bota de Oro de la Copa Mundial de Clubes (2 goles)                                                                                           | 2023                                               |
| Mejor jugador de la final - Premio Alibaba Cloud                                                                                             | 2023                                               |
| Mejor jugador de la temporada del Atlético de Madrid                                                                                         | 2025                                               |

### Récords
Actualizado al día 12 de agosto de 2024.
- Máximo goleador en un partido de la Copa Libertadores: seis goles (8:1 vs. Alianza Lima, Copa Libertadores 2022).[124] (Récord compartido con Juan Carlos Sánchez).
- Único jugador en anotar seis goles en un partido oficial de River Plate (8:1 vs. Alianza Lima, Copa Libertadores 2022).[125]
- Único jugador en anotar un triplete en el primer tiempo y otro en el segundo tiempo de un mismo partido en cualquier torneo continental (8:1 vs. Alianza Lima, Copa Libertadores 2022).[126]
- Jugador argentino más joven en anotar un gol en semifinales de la Liga de Campeones con 23 años, 3 meses y 17 días (4:0 vs. Real Madrid, Liga de Campeones 2022-23).[127]
- Único jugador en ganar el Triplete europeo (Premier League, FA Cup y Liga de Campeones)  y la Copa Mundial de Fútbol en la misma temporada (2022-23).
- Único jugador argentino en ganar: Copa Mundial de Fútbol (2022), Copa América (2021, 2024), Copa Libertadores (2018), Liga de Campeones (2022-23) y Copa Mundial de Clubes (2023).[128] (Récord compartido con los brasileños Cafú y Dida).
- Autor del gol más rápido de la Copa Mundial de Clubes: 40 segundos de partido (4:0 vs. Fluminense, Copa Mundial de Clubes 2023).[129]
- Primer jugador en asistir y anotar un gol en los primeros 10 minutos en un partido de fase eliminatoria de la Liga de Campeones (3:1 vs. Copenhague, Liga de Campeones 2023-24).[130]
- Cuarto jugador en anotar goles en semifinales de la Copa Mundial de Fútbol (2022) y Copa América (2024).[131] (Récord compartido con Lionel Messi, Romário y Diego Forlán).
- Mayor venta en la historia del Manchester City: al Atlético de Madrid por 75 millones de euros, más 20 millones en variables (95 millones de euros en total).[132]